# خورخي أورتيغا
خورخي أورتيغا (بالإسبانية: Jorge Miguel Ortega) هو لاعب كرة قدم باراغواياني، ولد في 16 أبريل 1991 في أسونسيون في باراغواي. لعب مع أتلتيكو جونيور وسبورتيفو لوكوينو وسيرو بورتينيو ونادي كوريتيبا ونادي ليتشي.

## وصلات خارجية
- خورخي أورتيغا على موقع إي إس بي إن إف سي (الإنجليزية)
- خورخي أورتيغا على موقع قاعدة بيانات كرة القدم.إي يو (الإنجليزية)
- خورخي أورتيغا على موقع Soccerway.com (الإنجليزية)
- خورخي أورتيغا على موقع AS.com (الإسبانية)